# Amphidelus monohystera
Amphidelus monohystera is een rondwormensoort uit de familie van de Alaimidae. De wetenschappelijke naam van de soort is voor het eerst geldig gepubliceerd in 1962 door Heyns.